# 普拉茨堡 (密蘇里州)
普拉茨堡（英語：Plattsburg）是位於美國密蘇里州克林頓縣的城市。同時該地也是克林頓縣的縣治。

## 人口
根據2020年美國人口普查的數據，普拉茨堡的面積為9.39平方千米，當中陸地面積為9.33平方千米，而水域面積為0.06平方千米。當地共有人口2222人，而人口密度為每平方千米237人。